# 雷克雄体育城
雷克雄体育城（西班牙語：Ciudad Deportiva El Requexón），是西班牙职业足球俱乐部皇家奥维耶多的训练场所和青训基地，坐落于奥维耶多市北郊。体育城占地面积为80,447平方米。

## 设施
- 4块天然草球场
- 1块人工草球场
- 主建筑（包含各梯队更衣室、健身房、医务室、器材室和洗衣房）
- 公共建筑（包含新闻发布厅、多功能厅、餐厅和其他服务）
- 停车场